# Spinotarsus bicuspidatus
Spinotarsus bicuspidatus är en mångfotingart som beskrevs av Kraus 1960. Spinotarsus bicuspidatus ingår i släktet Spinotarsus och familjen Odontopygidae. Inga underarter finns listade i Catalogue of Life.